# Prževal'skij (film)
Prževal'skij (Пржевальский) è un film del 1951 diretto da Sergej Iosifovič Jutkevič.